# Klosterkyrkan Saint-Denis

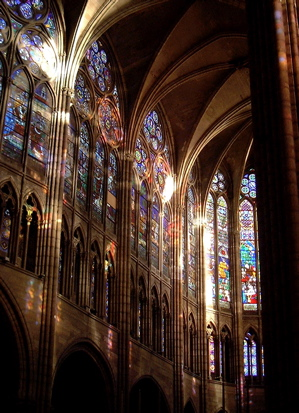
Interiör

Klosterkyrkan Saint-Denis (franska: Basilique de Saint-Denis eller Basilique Saint-Denis) i staden Saint-Denis vid floden Seine, numera norrförort till Paris i Frankrike, var de franska kungarnas gravkyrka.

## Bakgrund
Sankt Dionysius var ett helgon i Frankrike och, enligt legenden, Paris första biskop. Dagobert I, frankernas konung som regerade mellan 628 och 637, grundade benediktinerklostret i Saint-Denis.
Kyrkan är ett arkitektoniskt landmärke och delar av den anses vara den första byggnaden som byggts i gotisk stil. Det som utmärker gotisk stil är spetsbågar, strävpelare, kryssribbvalv och glasmåleriet. Dessa delar uppfördes av Abbot Suger omkring 1136 men större delen av kyrkan stod inte färdig förrän under 1200-talet. Tanken bakom gotisk stil och de stora fönstren var att Kristus var världens ljus och med starkt fysiskt ljus inströmmande i kyrkan skulle de troende läras att förstå också det eviga ljuset. Dagsljuset släpptes därför in genom ofantliga fönster. Större än någon dittills sett.
Kyrkan var de franska kungarnas begravningsplats och med tre undantag kom samtliga franska kungar från 900-talet och fram till den franska revolutionen att bli begravda här. Även det armeniska kungariket Kilikiens siste regent Levon VI:s gravvård finns i kyrkan. I samband med revolutionen öppnades gravvårdarna och resterna av kropparna lades i en massgrav. 
Kyrkan byggdes med två torn i västra gaveln men idag står bara det södra kvar p.g.a att det norra tornets spira 1837 blev träffat av blixten, vilket ledde till svåra skador på spiran. Tre år senare blev tornet ännu mer förstört av en storm. Man tog sedan ner spiran och delar av det övre tornet och lade detta i förvar. 2015 ska återuppbyggnaden av det norra tornet börja.

## Gravsatta i urval

### Kungar
- Klodvig I (466–511)
- Childebert I (496–558)
- Dagobert I (603–639)
- Karl Martell (686–741)
- Henrik II (1519–1559) och Katarina av Medici (1519–1589)
- Karl IX (1550–1574) (inget monument)
- Henrik III (1551–1589), även kung av Polen
- Henrik IV (1553–1610)
- Ludvig XIII (1601–1643)
- Ludvig XIV (1638–1715)
- Ludvig XV (1710–1774)
- Ludvig XVI (1754–1793) och Marie-Antoinette (1755–1793)
- Ludvig XVII (1785–1795)
- Ludvig XVIII (1755–1824)